# Eric Lundgren (konstnär)
Eric Henrik Savolainen-Lundgren, född 24 maj 1907 i Västerås, död 13 juli 2001 i Göteborg, var en svensk målare.
Han var son till yrkesmålaren Månske Savolainen och Hildur Sofia Lundgren och från 1948 gift med Ann-Britt Johansson. Efter några år som skeppsgosse och sjöman studerade Lundgren konst för Sigfrid Ullman och Nils Nilsson vid Valands målarskola i Göteborg 1936–1940 och under studieresor till Italien, Marocko och Orienten. Separat ställde han bland annat ut i Göteborg och Falkenberg. Han medverkade i Decemberutställningarna på Göteborgs konsthall 1937–1939 och tillsammans med Wilgot Olsson, Erik Löwenstein och Ralph Claësson genomförde han en grupputställning i Göteborg 1940. Hans konst består av mariner, hamnmotiv från Göteborg och landskap från Italien, Halland och Marstrand.